# حلة المريقب
حلة المريقب  كانت حارة ودوارًا ضمن الأسوار في مدينة الرياض القديمة، التي كانت محصنة، وتقع في الزاوية الجنوبية الغربية للمدينة. وكان فيها حلة المقيبرة التي تحتوي على مقبرة وسوق يحمل نفس الاسم.
كانت حلة المقيبرة تضم واحدة من المقبرتين اللتين كانت تلبيان احتياجات سكان المدينة، وكانت الأخرى هي مقبرة شلقا. كما كانت تضم مدرسة المريقب ومسجد المريقب.
أما سوق المقيبرة، فكان سوقًا تقليديًا في حلة المقيبرة وكان واحدًا من أهم مراكز التجارة في المدينة المسورة. ظل السوق قائمًا بعد هدم أسوار المدينة، ويقع اليوم إلى حد كبير في موقع سوق التمر. كان السوق يشمل قيصرية الحساوية وسوق الجفرة.
حددت حلة المريقب من الشرق بحلة الشرقية، ومن الشمال بحلة الغنامي، ومن الغرب ببوابة المريقب، التي كانت البوابة الرئيسية الجنوبية الغربية للمدينة.